# Newt Gingrich
Newton "Newt" Leroy Gingrich o simplement Newt Gingrich, (nascut com a Newton Leroy McPherson el 17 de juny de 1943), és un polític estatunidenc que fou President de la Cambra de Representants dels Estats Units (1995-1999). Fou candidat a les primàries republicanes per triar el candidat republicà a les eleccions presidencials estatunidenques de 2012, on fou superat per Mitt Romney.